# Kathedraal van Dijon
De Kathedraal van Dijon in Dijon in Bourgondië, Frankrijk, is een gotische kathedraal, gewijd aan Benignus van Dijon.

## Geschiedenis
In 506 of 507 werd de oorspronkelijke abdij gesticht door bisschop Gregorius van Langres. Kort na 871 kreeg het klooster een nieuwe impuls door een restauratie van de toenmalige basiliek. De Maria-kapel getuigt nog van deze restauratie. Een nieuwe periode brak aan met de intrede in 989 van een aantal "elitemonniken" van de Orde van Cluny in de abdij Saint-Bénigne en de bouw van een drietal kerken na 1002. Hiervan bestaat alleen nog de onderste etage van de rotonde die kerken verbond.
Met de bouw van de huidige kerk werd begonnen in 1280; de voorgevel kwam pas in de eerste helft van de 14e eeuw gereed. De kerk is met zijn spitsbooggewelven duidelijk gotisch. Ondanks een aantal verbouwingen en restauraties in de 19e eeuw is de stijl van de kathedraal Saint-Bénigne ongeschonden gebleven. De huidige crypte van de kathedraal is in feite de onderste etage van de rotonde, die in 1792 vernield werd.

## Het kerkgebouw

#### De gevels
De forse torens en de galerijen geven de voorgevel van de Saint-Bénigne een streng uiterlijk. De onderste galerij, de Gloriagalerij, wordt gebruikt voor de zegening van de palmtakken. Daarboven sieren drie hoge puntramen met een roosvenster de gevel. De bovenste galerij wordt bekroond met een klein fronton. De zeshoekige torens ogen met hun zijtorentjes extra zwaar. Het portaal is van de jaren 1818-1822. In het timpaan verjaagt Christus de woekeraars uit de tempel. Een bas-reliëf toont de steniging van de heilige Stephanus. De zijgevels zijn wat minder streng maar door plaatsgebrek moesten in plaats van de gebruikelijke sierlijke luchtbogen zware steunberen gebouwd worden. De 19e-eeuwse spitse toren van 100 m hoog en de gekleurde dakbedekking verlenen het aanzicht enige charme.

#### Het schip en het koor
Het gotische schip telt vijf traveeën met spitsbogen. Er zijn drie niveaus; het triforium heeft vier bogen per travee, waarboven de lichtbeuk steeds vier smalle hoge vensters. In de dwarsbeuk lopen de zijbeuken niet door, de gewelven zijn er hoger. Het triforium in de dwarsbeuk en in het koor is meer bewerkt dan in het schip. Alleen in de dwarsbeuk en in de apsis zijn de kapitelen bewerkt. Het koor, dat opvalt door zijn okerkleurig bouwstenen, bestaat uit de onderste etage van de vroegere rotonde, een martyrium en een kapel, reeds sinds 938 genoemd. De drie zijkapellen zijn in 1890 gerestaureerd. In de noordwand van de kapel zijn in de 19e eeuw stenen met Karolingisch vlechtwerk ingemetseld, in de zuidwand een Merovingische grafsteen van een monnik.

#### De crypte
De crypte heeft de vorm van drie concentrische cirkels met zeer zware pilaren. Er zijn enkele kapitelen in de crypte; sommigen stellen biddende figuren voor (oranten). In het martyrium vindt men de sarcofaag van de naamheilige van de kerk en enkele kleine apsissen, resten van een ondergrondse kerk.

## Het orgel

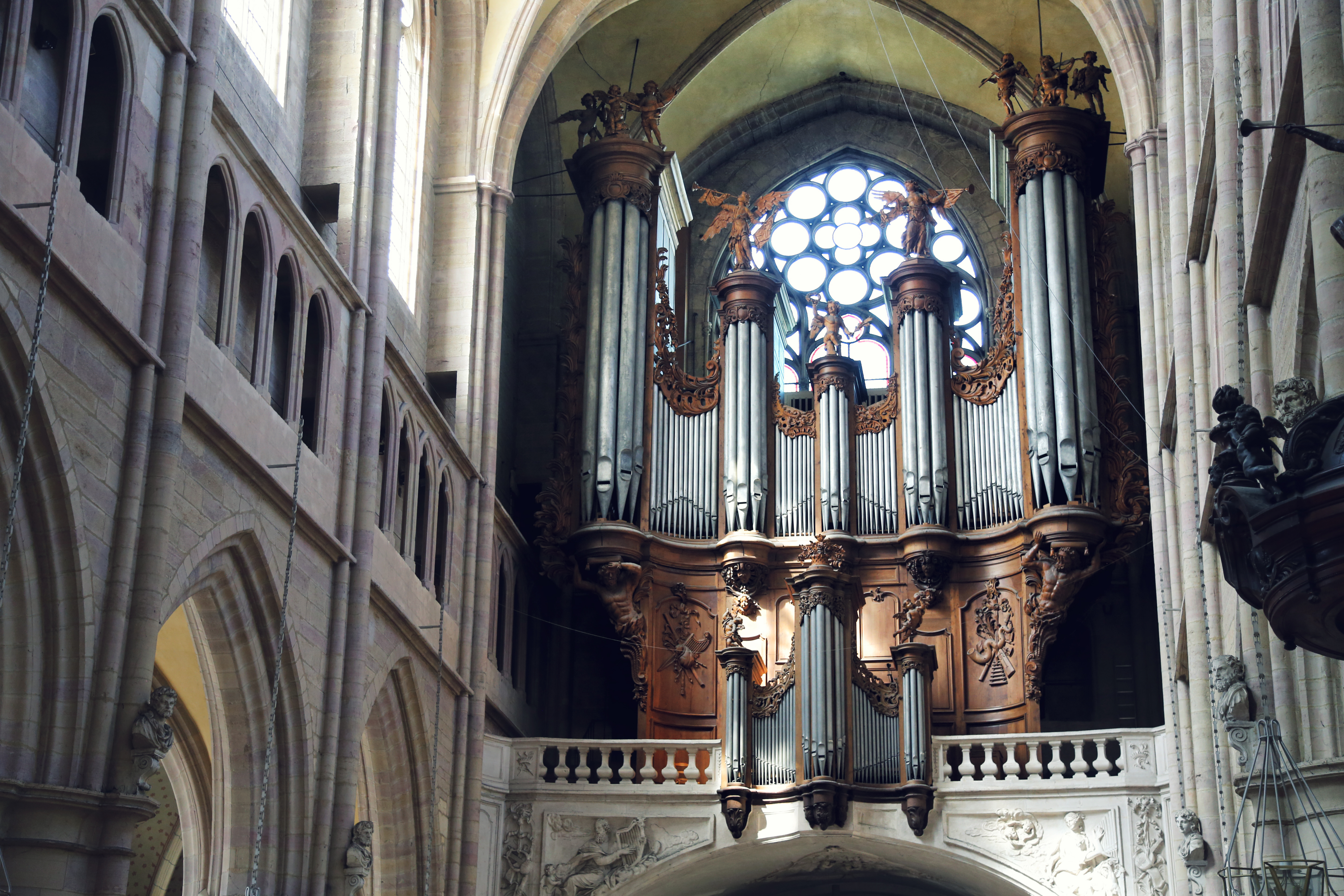
Het Riepp-orgel uit 1745

Het grote kerkorgel is in 1740-1745 vervaardigd door twee Duits-Franse orgelbouwers, de broers Karl-Joseph (Charles-Joseph) en Rupert (Robert) Riepp, met een orgelkast van de beeldhouwer Edme Marlet. In 1787 werd het door Jean Richard uitgebreid. Latere verbouwingen volgden in 1848 door de firma Daublaine Callinet en in 1860 door Joseph Merklin. Hierbij werd een deel van de orgelpijpen vervangen, maar de kas bleef behouden. In 1953 werd een grondige restauratie ondernomen door Robert Boisseau, die een electropneumatische tractuur aanbracht en de stemming aanpaste in neoklassieke stijl. Opnieuw een grote restauratie en verbouwing door Gerhard Schmid kwam gereed in 1996. Sindsdien heeft het instrument 73 registers, vijf manualen en een vrij pedaal.

## Fotogalerij

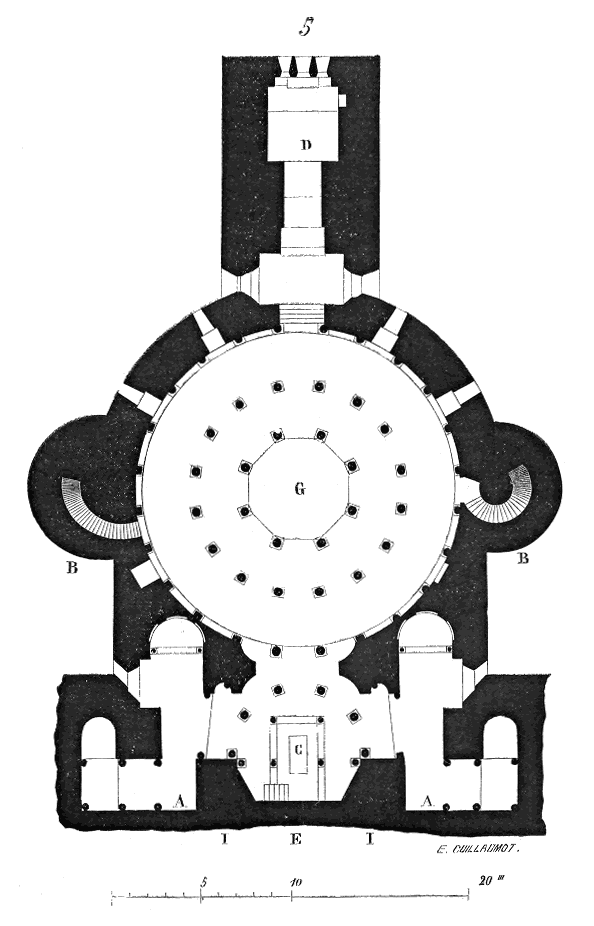
Plattegrond van de crypte, naar Viollet-le-Duc
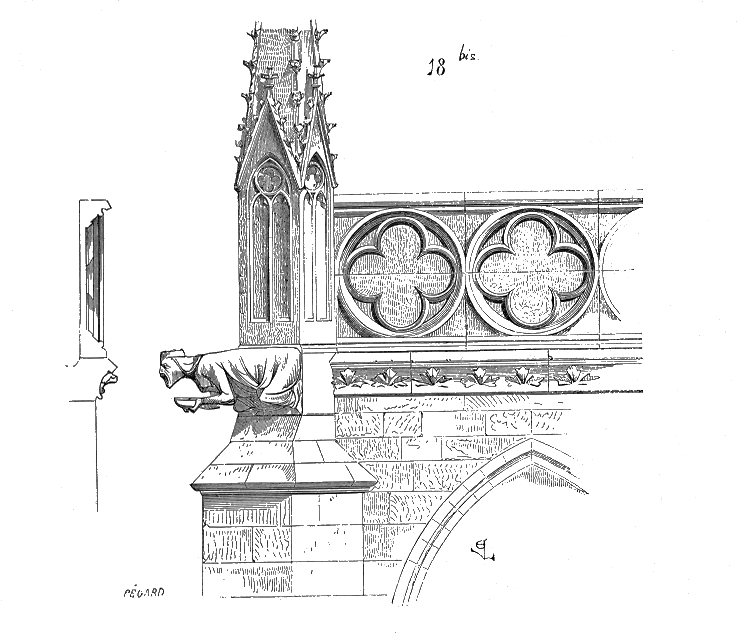
De balustrade op de gevel van de Saint-Benigne
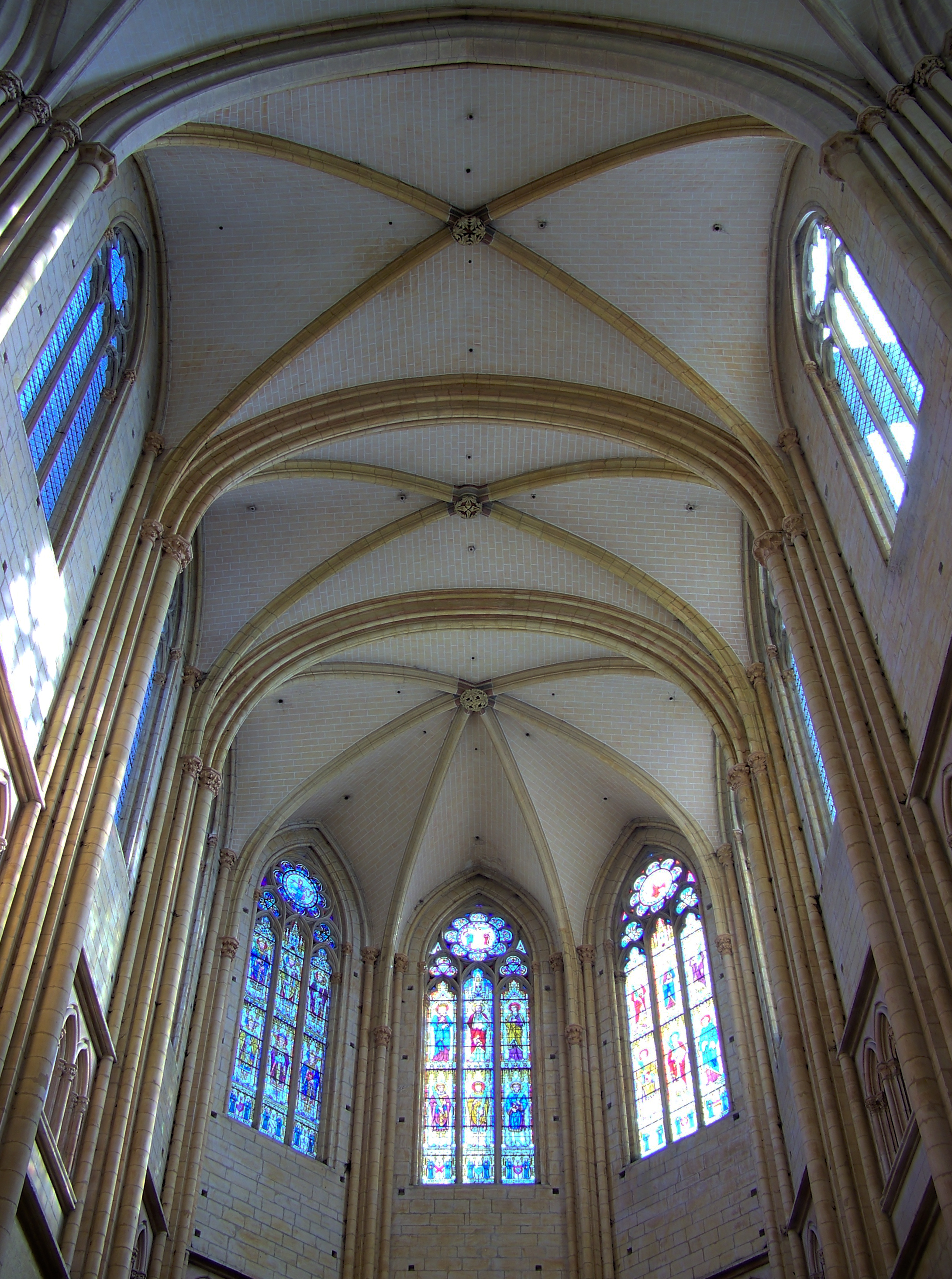
De gewelven van het koor
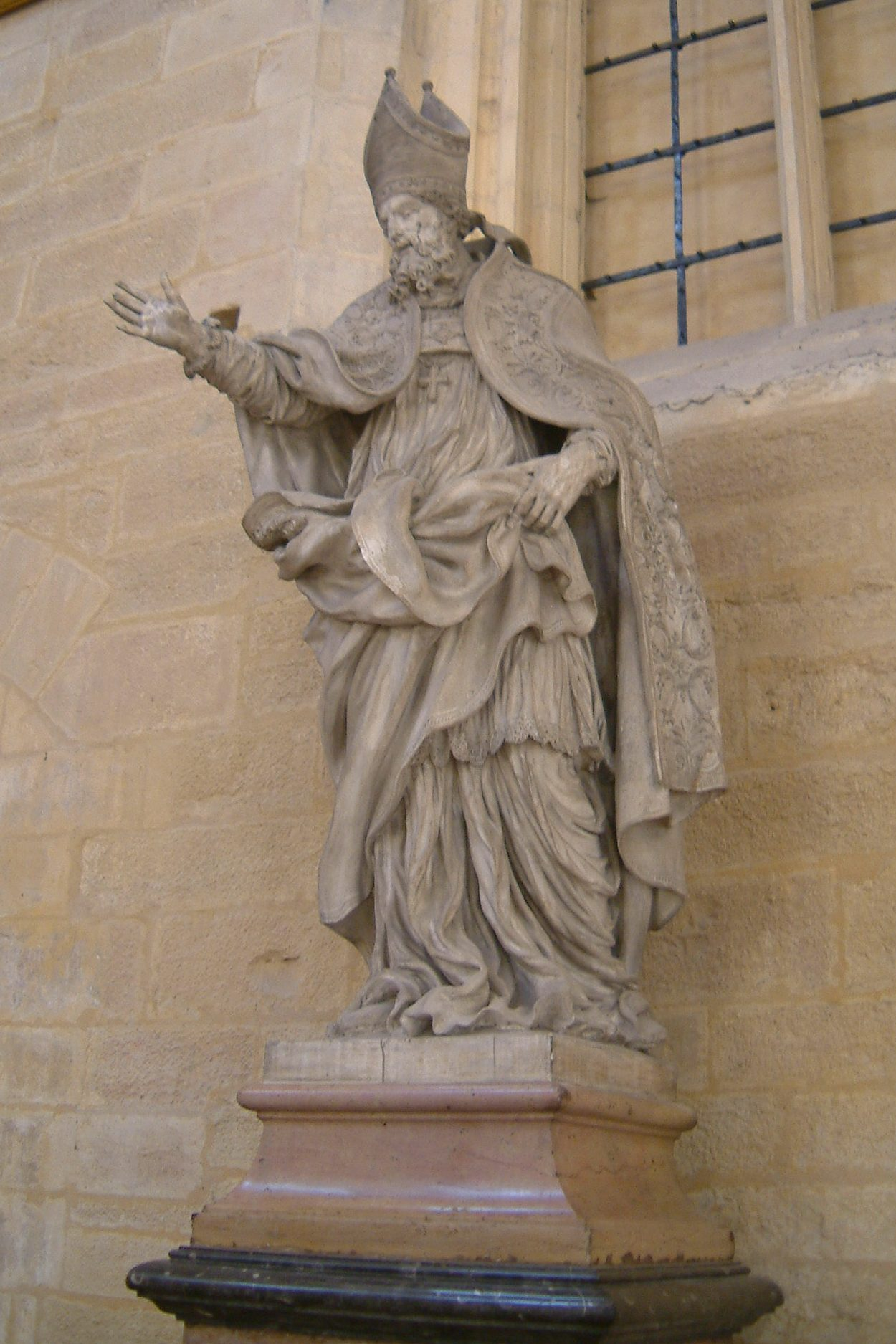
Beeld van een zegenende bisschop
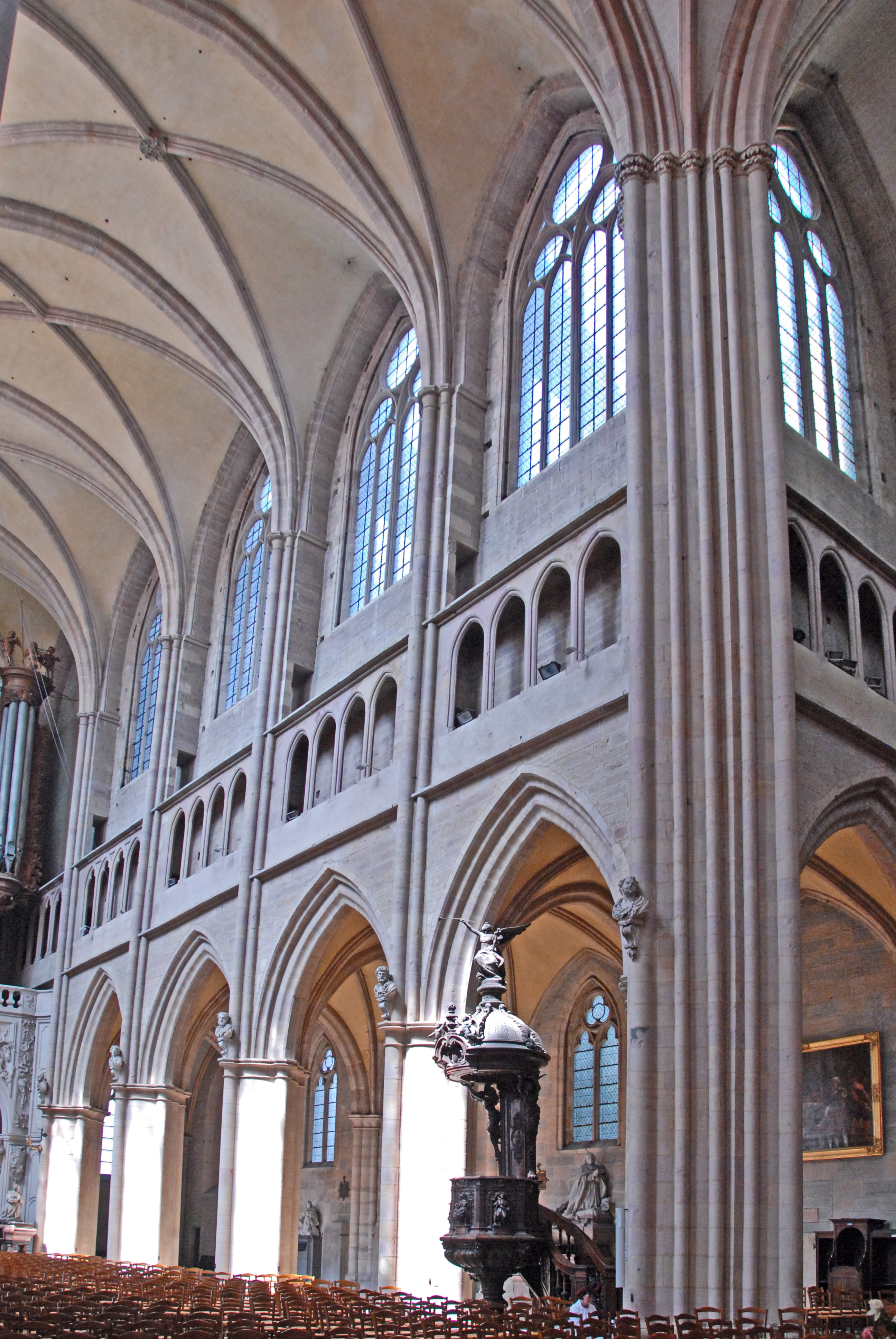
Het schip
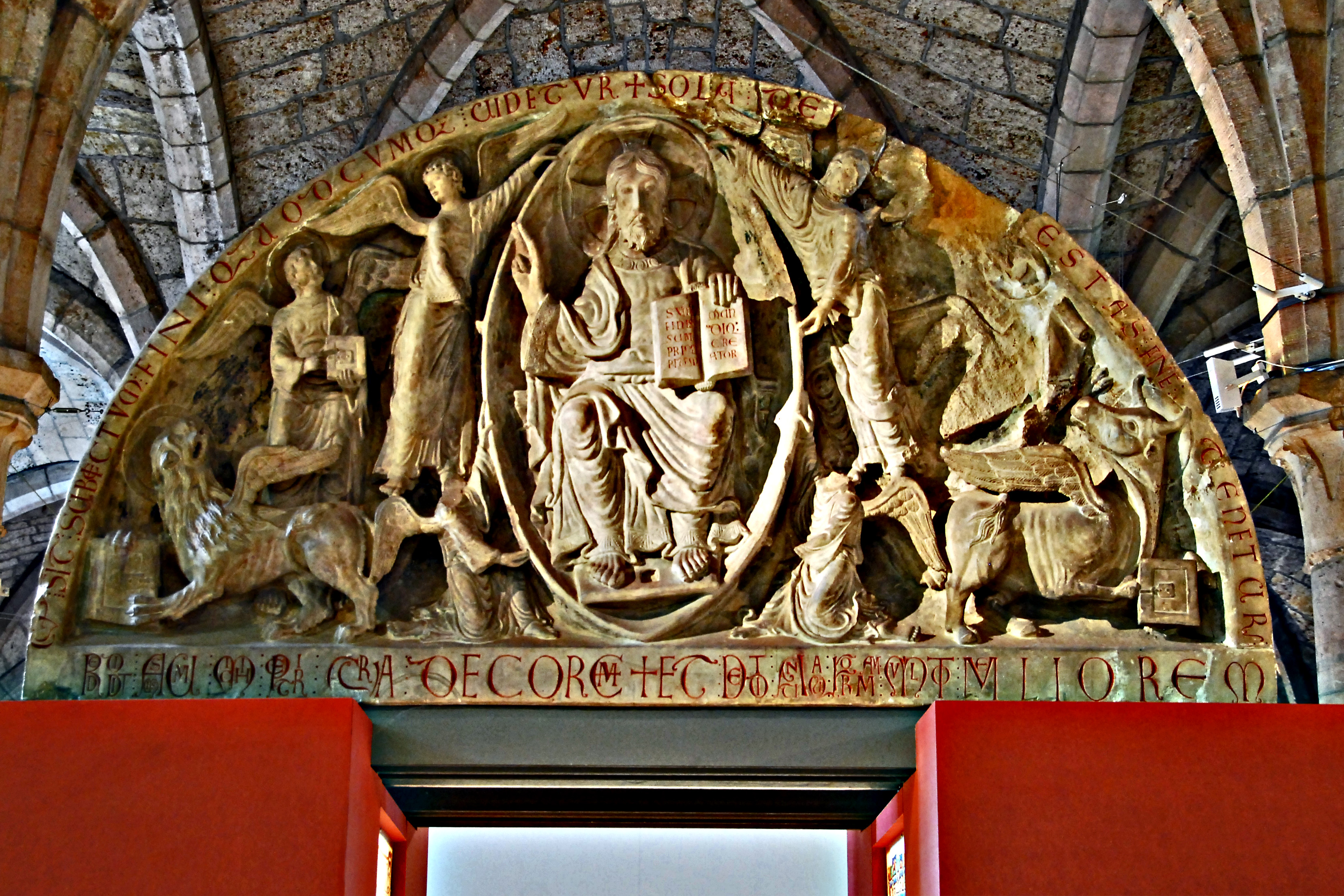
Het timpaan van Christus Pantokrator
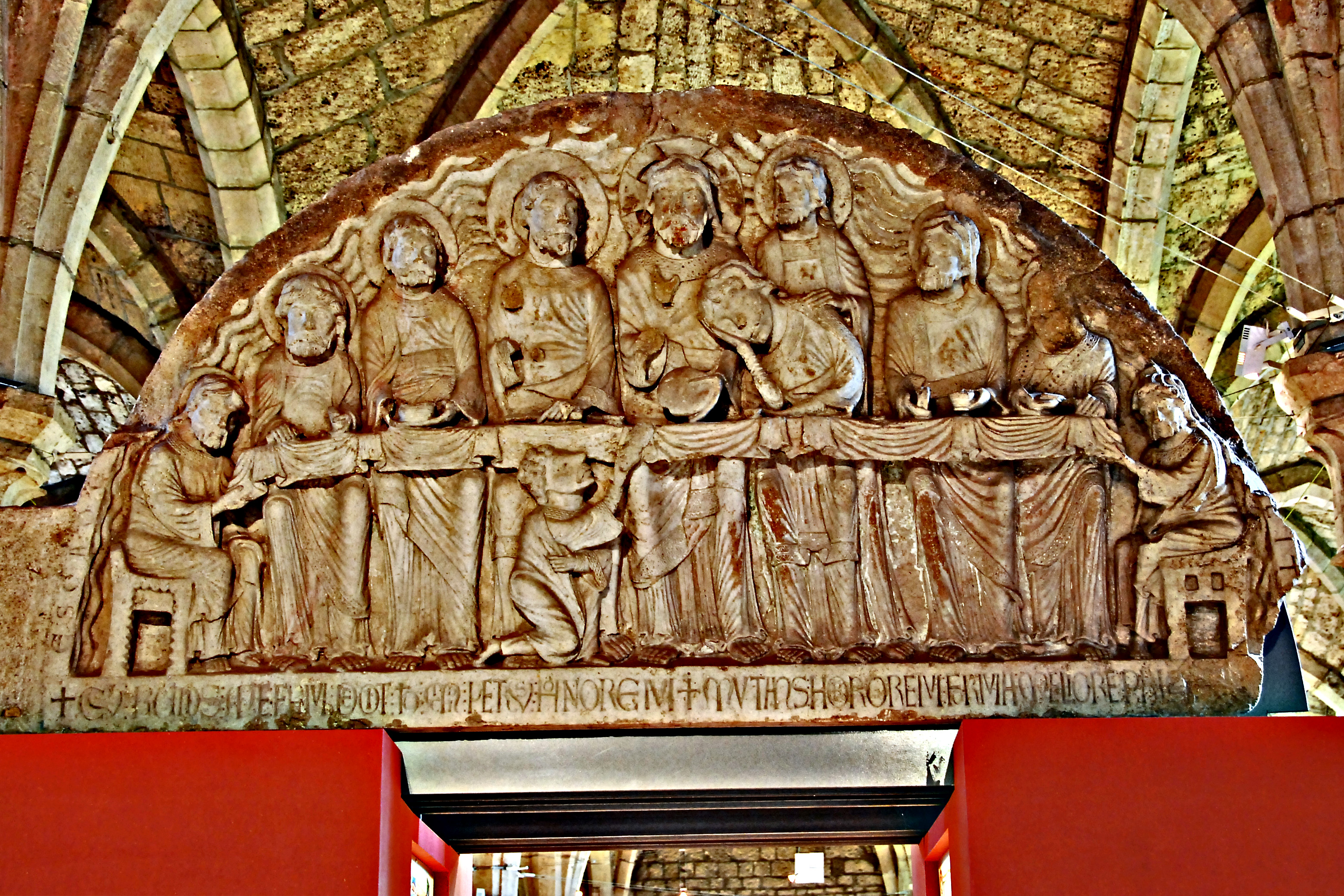
Het timpaan van het Laatste Avondmaal
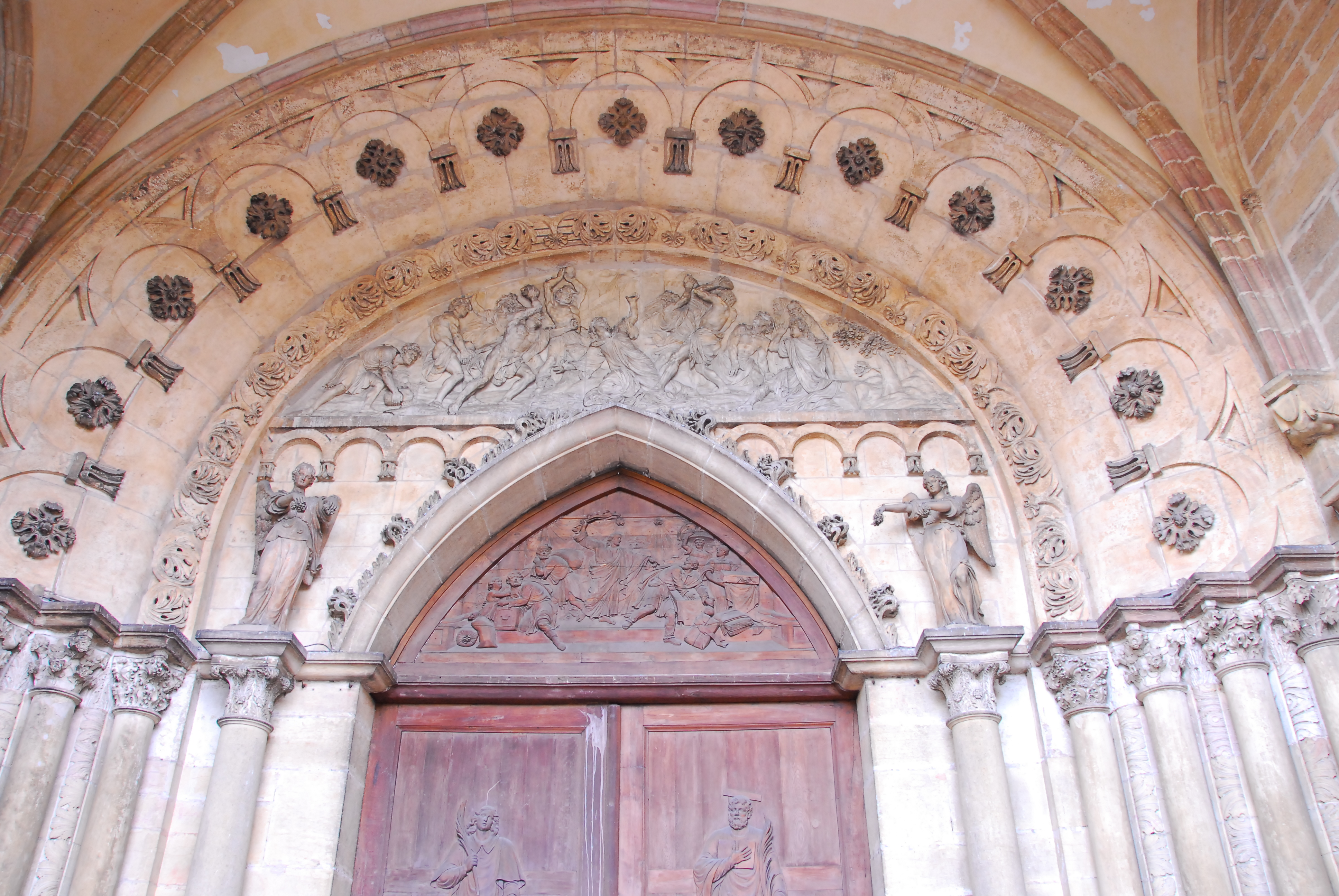
Het hoofdportaal
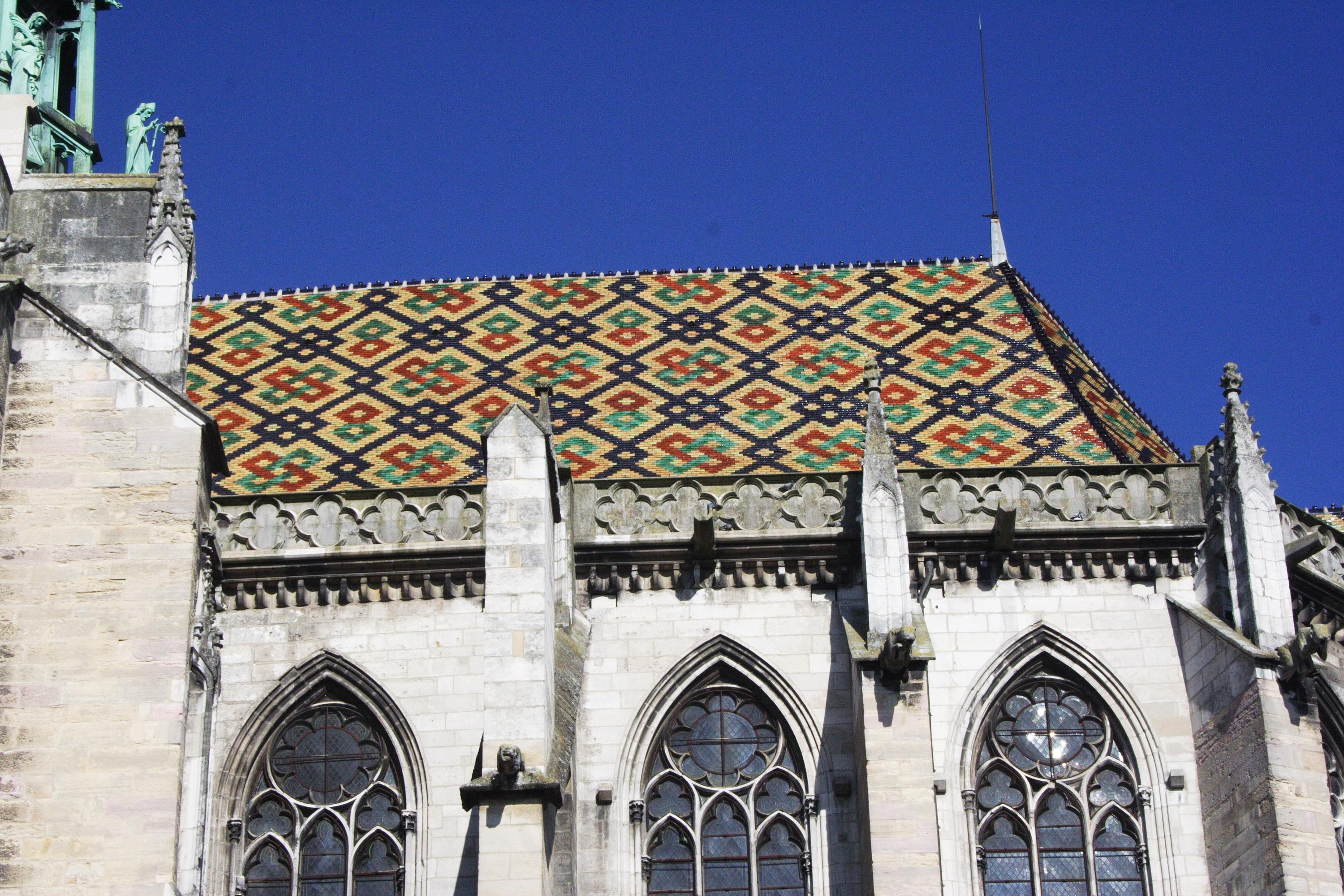
Traditionele Bourgondische dakbedekking met geglazuurde dakpannen
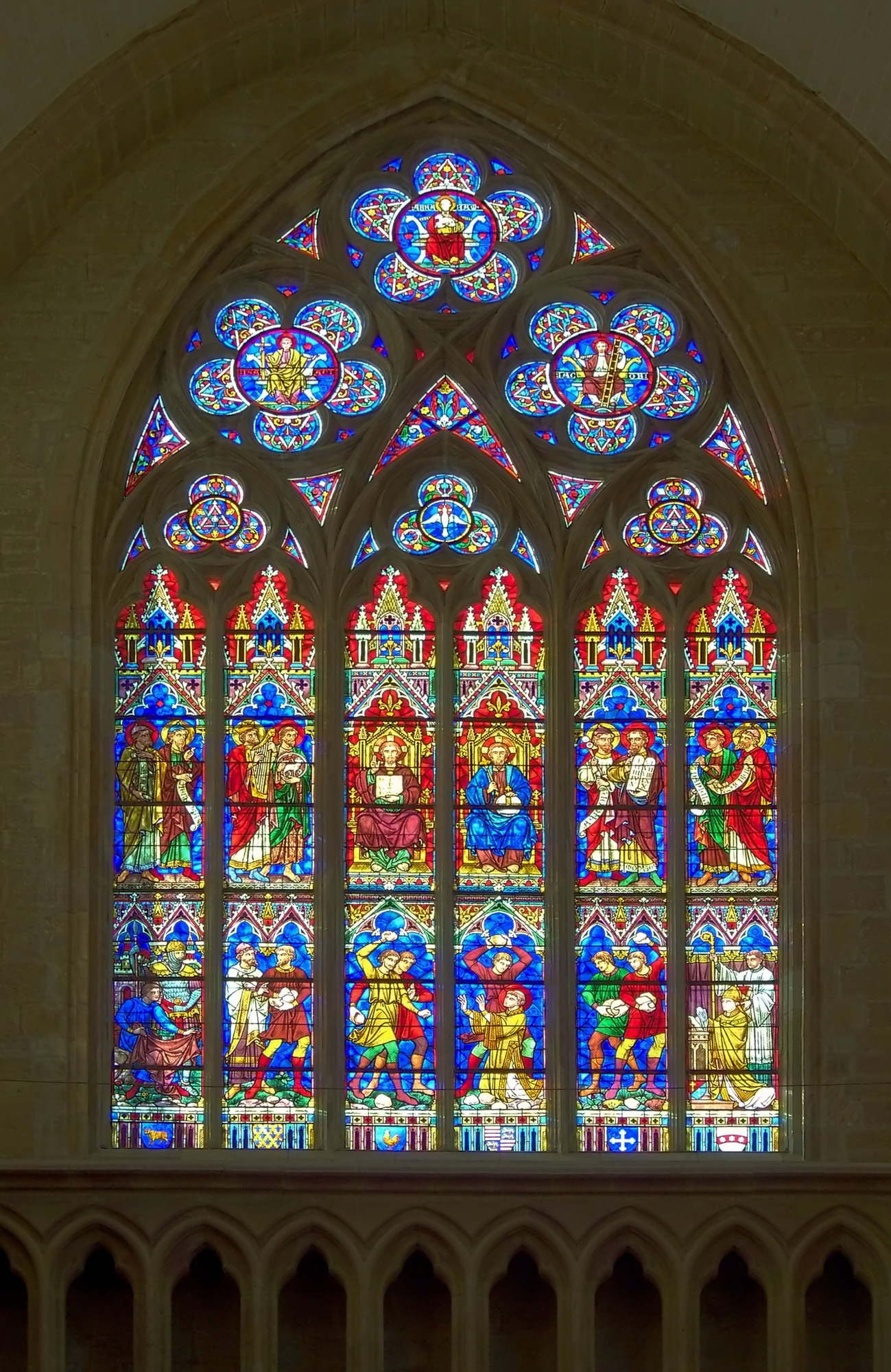
Gebrandschilderd raam in het zuidelijke transept, dat het martelaarschap van Benignus van Dijon uitbeeldt